# التنمر في تكنولوجيا المعلومات
التنمر في تكنولوجيا المعلومات
كنتيجة للتقدم التكنولوجي، أصبحت تكنولوجيا المعلومات قطاعاً اقتصادياً له أهمية قصوى، وذلك على الرغم من أنها جديدة نسبياً. مازالت تلك الصناعة تعاني من العديد من المشكلات الثقافية المتعلقة بمكان العمل بالنسبة للصناعات القديمة. التنمر منتشر في تكنولوجيا المعلومات ويؤدي إلي ارتفاع معدلات المرض وانخفاض الروح المعنوية وانخفاض الإنتاجية وارتفاع معدلات دوران العمالة.
العمل في المشاريع المرتبطة بموعد نهائي للتسليم والمديرون المنهكين يصبون غضبهم علي محترفي تكنولوجيا المعلومات.
ينتشر التنمر في تكنولوجيا المعلومات في الأغلب على شكل تنازلي في الهيكل الهرمي (من المدير للموظفين). وقد يتخذ شكل أفقي (من موظف إلي موظف)، أو قد يتخذ شكل تصاعدي في الهيكل الهرمي (من موظف إلى مدير).

## مدي التأثير
في2002، أوضحت دراسة استقصائية أجريت لموظفي المملكة المتحدة بواسطة شركة ميرسر لاستشارات الموارد البشرية، أن 21% من المستقصى منهم والعاملين في صناعة تكنولوجيا المعلومات تعرضوا للتنمر مرة أو أكثر خلال السنة الماضية. كما ادعى 7% أنهم يعانون من التنمر المزمن.
وفي 2005 أجرى معهد تشارترد للإدارة دراسة استقصائية لمديري تكنولوجيا المعلومات توضح أن أكثر من 3 مديرين من أصل 10تعرضوا للتنمر خلال السنوات الثلاث الماضية.
وفي 2008 أجرى معهد تشارترد للإدارة دراسة استقصائية لمديري تكنولوجيا المعلومات أوضحت أن 61% تعرضوا للتنمر من أقرانهم، و 26% من المديرين تعرضوا للتنمر من قبل مرؤوسيهم.
وفي 2008 أظهرت دراسة استقصائية أجرتها نقابة العاملين المهنيين أن65% يزعمون أنهم تعرضوا للتنمر في العمل، وأن 22% قد أخذوا إجازة عمل بسبب الإجهاد الناجم عن التنمر.
وفي 2014 أجرت شركة البيانات الدولية دراسة توضح أن 75% من أصل 650 مختص بتكنولوجيا المعلومات زعموا أنهم تعرضوا للتنمر في العمل بينما أوضح 85% أنهم شاهدوا آخرين تعرضوا للتنمر. شكل هذا التقرير جزءاً من سلسلة واسعة من المقالات التي أجريت من خلال المحرر.
وذكر البيان الصحفي أن: " هذه النتائج لا تثبت بأي شكل من الأشكال أن الوضع في تكنولوجيا المعلومات أسوأ من أي مكان آخر وأنها موزونة بطبيعة الاختبار الذاتي للدراسة. ومع ذلك بناء على مزيج من الإحصاءات الجديدة، وردود الأفعال التفصيلية الخاصة بأكثر من 400 شهادة متعمقة، وإلي جانب رؤية عدد من خبراء الصناعة، فإن هذا التقرير يرسم صورة شاملة للمشكلة المستوطنة فيما يبدو.

## التأثير
وقد تتضمن آثار ثقافة التنمر:
- ضغط الضحايا نفسياً، وطلب المزيد من الإجازات المرضية.
- تدمير الإنتاجية، والروح المعنوية، ومعدلات الأداء في المنظمة بأكملها.
- ارتفاع معدلات دوران العمالة والذي قد يؤدي لزيادة العجز في المهارات.
- اكساب المنظمة سمعة سيئة والذي يُصعب الحصول على طاقم عمل جيد وبدء أعمال جديدة

## وصلات خارجية
- مخاطر التنمر الإلكتروني[وصلة مكسورة]